# Кириа, Джемал Самсонович
Джемал Самсонович Кириа (груз. ჯემალ სამსონის ძე ქირია, 1 марта 1940, Зугдиди, Грузинская ССР, СССР — 18 октября 2020) — грузинский советский писатель. Роман «Вечный всадник», написанный в 1973—1975 годах и опубликованный в журнале «Цискари» (№ 3-8, 1980), считается первым грузинским произведением в жанре фэнтези. Автор первой грузинской детской книги, изданной в Америке — сказка-роман «Бацикуку и три волшебника» была издана издательством «Накадули» («Бацикуку», 1991), затем переведена на английский язык Асматом Лекиашвили и опубликована в США (Baldie, Publish America, Baltimore, 2005).

## Биография
Учеником четвёртого класса впервые сбежал из дома. Ему удалось переехать в Китай, где он прожил десять месяцев. Спецслужбы помещали его в тюрьму, в психиатрическую больницу. Свои приключения в 1997 году он описал в автобиографическом романе «Я, Розинанти».
Окончил филологический факультет Тбилисского государственного университета (1970). С 1970 по 1990 год — редактор Издательского дома Университета, секретарь Зугдидского отделения Союза писателей Грузии, ответственный секретарь журнала «Цискри».
С 2000 по 2004 год жил в Нью-Йорке, прибывших в этот город грузинских эмигрантов описал в своих письмах и автобиографическом произведении «Книга ни о чём».

## Награды
Shio Cave Award (1991).